# Nymphorgerius auriculata
Nymphorgerius auriculata är en insektsart som beskrevs av Alexander Fyodorovich Emeljanov 1972. Nymphorgerius auriculata ingår i släktet Nymphorgerius och familjen Dictyopharidae. Inga underarter finns listade i Catalogue of Life.